# Hølen
Hølen is een plaats in de Noorse gemeente Vestby, fylke Akershus. Hølen telt  442 inwoners (2007) en heeft een oppervlakte van 0,61 km².